# Surcot

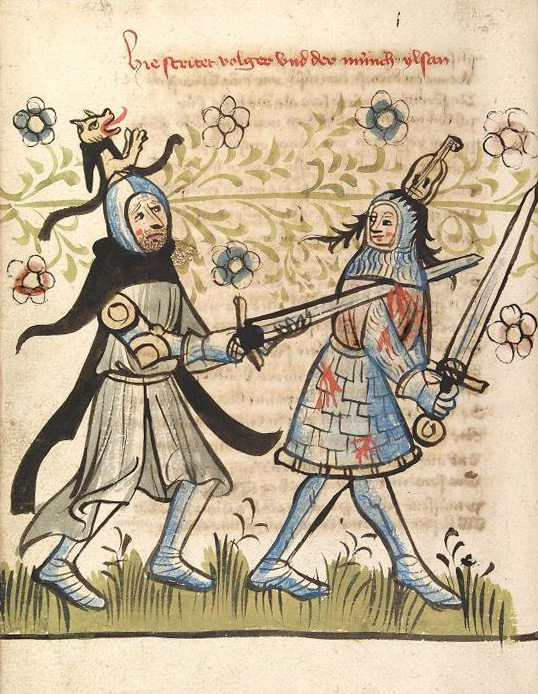
Rytířský surcot

Surcot, svrchní sukně (středohornoněmecky sorket, také sorkeit, fr. souqenie, v českém prostředí suckenie, suckni; do západní Evropy se snad název dostal ze slovanského pojmu pro sukno; v českých latinsky psaných textech surcotus, surcotium, angl. surcoat v angl. terminologii se nerozlišuje surcot a varkoč) je svrchní oděv, něco mezi pláštěm a šatovou sukní, společný vznešeným mužům i ženám.
Začíná se nosit kolem poloviny 12. století, kdy má tříčtvrteční rukáv, od konce 12. století je pak bezrukávový, bohatě řasený, u žen delší u mužů sahající ke koleni i níže. Mužský surcot bývá zpravidla přepásaný někdy na boku otevřený. Kolem roku 1230 se průramky bezrukávového surcotu prohlubují, bývá často lemován nebo i celý podšíván kožešinou, někdy zapínán na rameni nebo vpředu na knoflíky. Pod surcotem se nosilo cotte a celý tento komplet byl typem základního oblečení které navazovalo na v té době tradiční, z antiky odvozený princip dvojího oděvu. Cotte (starofr. kota, něm. kotze, kautte, anglicky coat tedy kabát, varianta něm. hamo a roc) oblékají bez rozdílu muži i ženy, příslušníci všech společenských vrstev. Je to oblečení košilovité, které ženy poutají v pase a stahují šňůrkou, postupně je v partii sukně stále více rozšiřováno klíny, v partii živůtku je pak stále těsnější. Muži nosí cotte volnější, také přepásanou nebo i volnou, rukávy jsou těsné nebo i náročně tvarované dolů rozšířené. Od konce 13. století se objevuje také cote-bardie(cotardie), typ svrchního oděvu, který byl vpředu otevřený a oblékal se pravděpodobně přes surcot: měl volně visící rukávy zdobené kožešinou a byl rovněž zapínán na knoflíky.